# 32 av. J.-C.
Cette page concerne l'année 32 av. J.-C. du calendrier julien.

## Événements

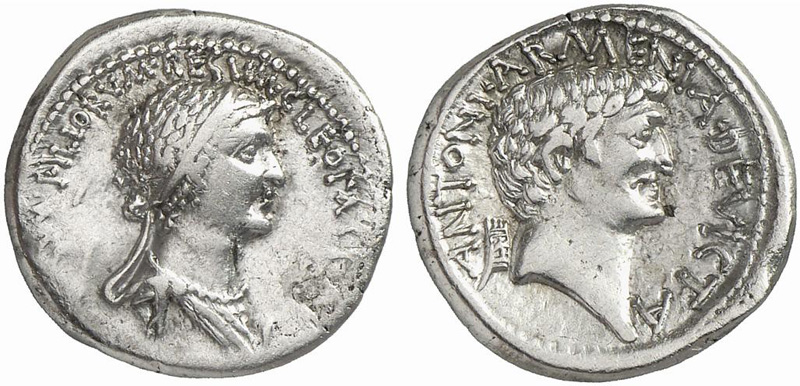
Monnaie de Marc Antoine et Cléopâtre.

- 1er janvier : début à Rome du consulat de Gnaeus Domitius Ahenobarbus et Caius Sosius. Partisans de Marc Antoine, ils quittent Rome peu après pour Alexandrie avec un quart du Sénat[1]. Le second triumvirat expire. Reprise de la guerre civile[2].
- Avril : les forces de Marc Antoine et Cléopâtre VII sont à Samos[1].
- Mai : les forces de Marc Antoine et Cléopâtre VII sont à Athènes[1].
- Été : Marc Antoine divorce officiellement d’Octavie. Défection de Titius et Plancus. Ils apprennent à Octavien l’existence du testament d’Antoine, que conservent les Vestales. Octavien le fait ouvrir et le divulgue. Le Sénat dépouille Antoine de son pouvoir de triumvir et du titre de Consul pour l’année suivante, et déclare la guerre à l’Égypte après en avoir eu connaissance[1].
- 3 septembre[3] : plus ancienne date connue du calendrier olmèque découverte sur la stèle C de Tres Zapotes, en Mésoamérique[4].
- Automne : les forces de Marc Antoine et Cléopâtre VII sont à Corcyre[2].
- Hiver : Marc Antoine répartit des garnisons sur la côte occidentale de la Grèce, rassemble sa flotte à Actium et établit ses quartiers d’hiver à Patras[1].

## Décès en 32 av. J.-C.
- Suicide de T. Pomponius Atticus, ami de Cicéron et grand « capitaliste ».